# Romano Scalfi
Romano Scalfi (Tione di Trento, 12 ottobre 1923 – Seriate, 25 dicembre 2016) è stato un presbitero e teologo italiano.
Fondatore del Centro studi Russia cristiana di Seriate (Bergamo) e promotore del Centro culturale Biblioteca dello Spirito di Mosca, è stato protagonista del dialogo con le Chiese dei paesi dell'Est europeo durante il comunismo e ha dato voce in Occidente alla "Chiesa del silenzio" facendo conoscere la vitalità religiosa e culturale che giungeva dall'URSS attraverso il samizdat, l'editoria clandestina. Viene definito lo starets d'Occidente, un mistico, "l'uomo trasparente di Dio che è tipico della spiritualità russa".

## Biografia

### Liturgia bizantina

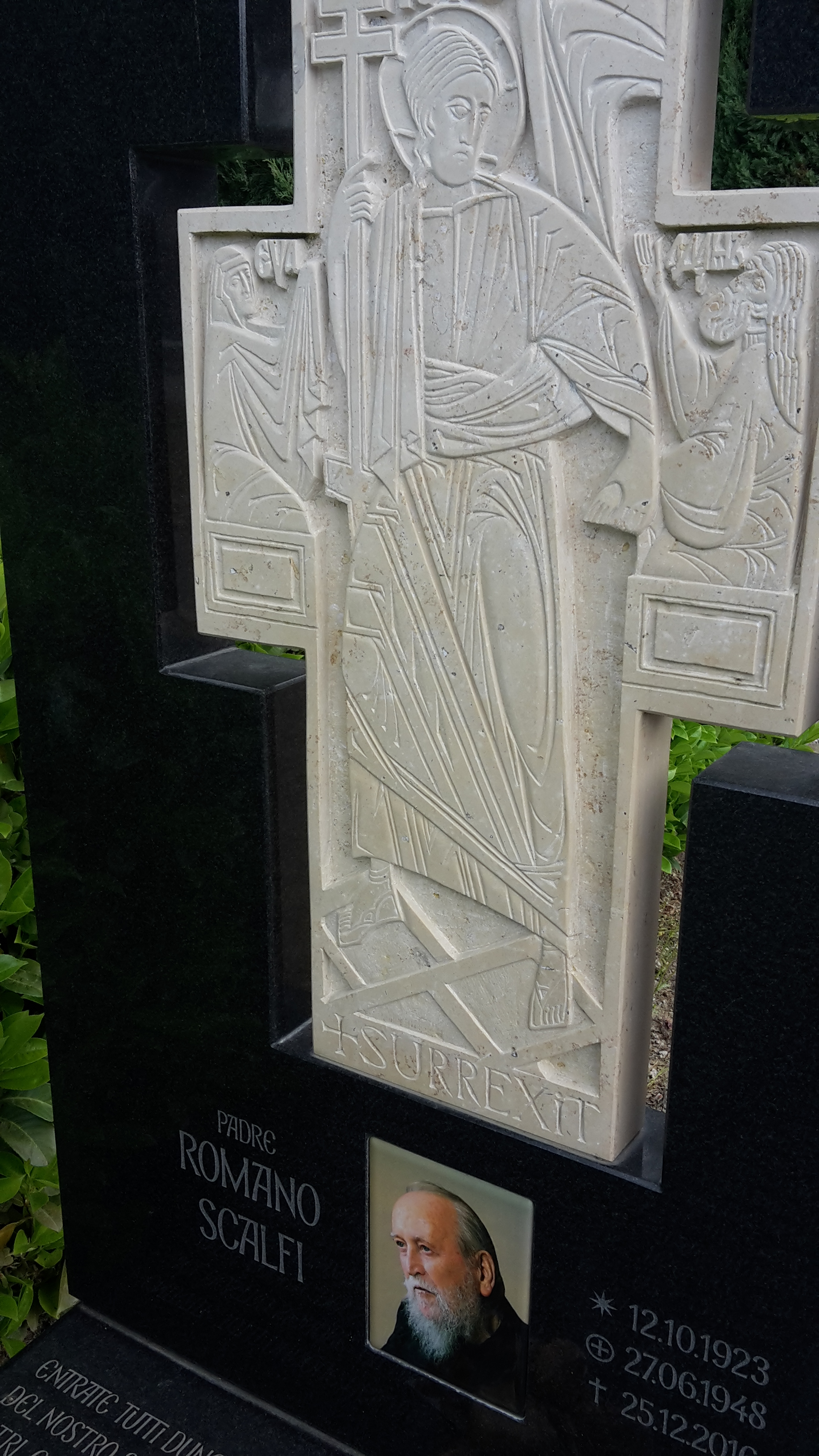
Pietra tombale di Scalfi

Secondo di cinque fratelli, padre capo cantoniere socialista e madre fervente cattolica, Romano Scalfi studia alle elementari di Tione, quindi entra in seminario a Trento dove a 23 anni incontra, grazie alla visita di alcuni gesuiti del Collegio Russicum di Roma, la liturgia bizantina nella versione slava con i suoi simbolismi, i canti, i tempi lenti, nello stesso tempo popolare e profonda, coinvolgente e solenne. E ne è conquistato perché, dirà, è una liturgia che "impegna la totalità dell'uomo, non solo la testa". Ordinato sacerdote nel 1948, entra nel 1951 nel collegio Russicum di Roma imparando la lingua russa che doveva essere parlata anche a tavola, partecipando quotidianamente alla liturgia bizantina in modo da ottenere la facoltà di celebrare nei due riti, approfondendo le dottrine marxiste in versione sovietica. Pubblica insieme agli altri studenti un "Notiziario religioso russo" sulle condizioni dei cristiani perseguitati (quello era il periodo in cui Pio XII chiamava i fedeli e i sacerdoti all'impegno contro i nemici della fede) e si laurea in scienze sociali all'Università Gregoriana.
Nel 1956 è per qualche mese a Bologna dove affianca il francescano padre Tommaso Toschi, il "frate volante" a cui il cardinale Lercaro aveva chiesto di costituire una pattuglia di sacerdoti ("le volanti bianche") per andare a dire messa nelle zone periferiche in cui non esisteva una chiesa e impegnarsi nella campagna elettorale partecipando ai dibattiti con i militanti del PCI.

### Russia Cristiana

Il gruppo dei preti fondatori di Russia Cristiana nel 1957 nel cortile di Villa Ambiveri: Padre Pietro Modesto, Don Adolfo Asnaghi, Monsignor Enrico Rodolfo Galbiati, Padre Romano Scalfi e Padre Nilo Cadonna

Nel 1957 è a Milano dove frequenta scienze politiche all'Università Cattolica e dove vive dalle Piccole Suore dell'Assunzione, in via Martinengo 16. Lì va anche ad abitare don Luigi Giussani: Scalfi sta al piano superiore, Giussani al piano di sotto per cui Giussani lo chiamerà "il mio superiore". Quell'anno, il 4 ottobre, padre Scalfi fonda a Milano l'associazione Russia cristiana. Insieme a lui padre Pietro Modesto, ex studente del Russicum. Presto si aggregano altri sacerdoti: Adolfo Asnaghi, Armando Bisesti, Nilo Colonna e il più autorevole di tutti, monsignor Enrico Galbiati, famoso biblista che alla sua morte, nel 2004, Scalfi definirà "cofondatore" di Russia Cristiana. Alla fine del 1957 conosce Betty Ambiveri, una nobildonna consacrata alla vita religiosa laicale: mette a sua disposizione la villa che ha a Seriate, in provincia di Bergamo Quella villa diventerà la sede principale di Russia Cristiana, luogo di incontri e convegni, anche se Scalfi abiterà ancora a lungo a Milano. Già nell'estate 1958 dà inizio a Seriate ai corsi residenziali estivi, in un primo tempo riservati a sacerdoti e seminaristi, dal 1961 allargati ai laici con corsi di lingua e cultura russa. Nel gennaio 1960 esce anche il primo numero di una rivista, "Russia Cristiana ieri e oggi", diretta da mons. Galbiati. I mezzi sono pochi ma i contenuti, dirà Scalfi, "sono rivoluzionari" in quanto inizia a diffondere le testimonianze "di una vita che rinasce in Russia nel dolore e nella sofferenza".

### I samizdat
Nel 1960 comincia a recarsi anche in Russia come turista. La prima volta non è da solo ma insieme ad altri (tre sacerdoti e quattro laici) a bordo di due Volkswagen. Il gruppetto, affiancato da una "guida" incaricata di controllarne gli spostamenti e i contatti, attraversa Minsk, Smolensk, Mosca, Zagorsk, Kalinin, Novgorad, Leningrado, Kiev, L'vov; cerca di entrare in contatto con la gente fingendo guasti alle macchine che all'epoca suscitavano la curiosità dei passanti; porta, ben nascoste, alcune copie della Bibbia; ha incontri con sacerdoti ortodossi. E scopre l'esistenza dei samizdat che significa pubblicato in proprio: saggi, poesie, appelli, romanzi battuti a macchina in più copie (il ciclostile non è sempre a disposizione) e fatti girare clandestinamente tra gli amici i quali a loro volta ne fanno altre copie da distribuire. Nel 1966 Russia Cristiana, la rivista che già da un annetto ha eliminato il sottotitolo "ieri e oggi", pubblica due articoli di S. Repin (pseudonimo di Sergio Rapetti) sulle pubblicazioni clandestine della gioventù sovietica. Diventano familiari ai lettori di Scalfi nomi di poeti e scrittori fino ad allora sconosciuti e destinati a diventare emblemi del dissenso: Jurij Galanskov, Vladimir Bukovskij, Aleksandr Ginzburg, Andrej Donatovič Sinjavskij, Julij Daniel, Josif Brodskij. Il materiale di Repin-Rapetti sarà poi pubblicato in un libro dalla neonata Jaca Book, legata al movimento di don Giussani. Col tempo Russia Cristiana, la rivista, prenderà il nome di "L'Altra Europa" e in seguito di "La Nuova Europa".

### Adesione a CL
Nel 1970 Scalfi decide di aderire a Comunione e Liberazione, il movimento di don Giussani che ha preso questo nome dopo il 1968. L'adesione non è dovuta solo alla comunanza di vedute e di sensibilità esistente da tempo tra i due (Scalfi chiama don Giussani "il mio compagno di viaggio") ma alla consapevolezza di un rischio che potrebbe essere letale per la sua opera ormai più che decennale: fare di Russia Cristiana semplicemente un centro di appassionati cultori ed esperti di Russia e di ecumenismo. È proprio quello che lui non vuole perché questo non significare fare "missione". Secondo lui la Russia non ha bisogno per la sua liberazione di osservatori colti e aggiornati. La logica, "assimilata da Scalfi nell'amicizia con Giussani", è che la liberazione nasce dalla comunione. Quindi vivere qui in comunione che sappia incontrarsi con analoghe esperienze che si realizzano in Russia. "Tale ambito di comunione diventa ora per Scalfi il movimento di CL".

### Dalla biblioteca al coro
Dal 1970 Scalfi non potrà più entrare in Unione Sovietica in quanto dichiarato "persona non grata". Il suo impegno in Russia Cristiana cresce. Crea nella villa di Seriate una biblioteca di volumi e periodici sulla Russia che nel tempo diventerà una delle raccolte più complete con oltre ventimila testi e sarà chiamata "Biblioteca Ambiveri". Crea il coro di Russia Cristiana, all'inizio appena una decina di ragazzi di CL. 

### Dalla casa editrice alla scuola di icone
A Russia Cristiana si associa un'altra squadra di missionari del Russicum che avevano creato un centro analogo a Bruxelles, il Foyer Oriental Chretien, ispirato dall'intellettuale russa Irina Posnova. Insieme a lei i gesuiti Antonij Ilc e Kirill Kozyna i quali aprono in Belgio una casa editrice, "La vita con Dio", che per tutto il periodo sovietico pubblica Bibbie e letteratura religiosa in lingua russa da far pervenire per vie clandestine ai cristiani perseguitati in URSS. Anche Scalfi dispone dal 1976 di una casa editrice proposta dai suoi collaboratori, La Casa di Matriona, nome tratto da un romanzo di Aleksandr Solzenicyn, leader del dissenso russo. Nel 1979 Scalfi crea anche una scuola di icone sotto la guida di padre Egon Sendler, insegnante di iconografia al Centro russo di Meudon, presso Parigi; in seguito la scuola avrà un forte sviluppo grazie a un maestro restauratore moscovita, Adol'f Ovcinnikov, e a un grande iconografo, il monaco ortodosso Zinon di Pskov.

### Postini in URSS
Per quanto gli sia vietato l'ingresso in Unione Sovietica, Scalfi cerca di mantenere i rapporti di amicizia con i cristiani e dissidenti sovietici. Così non perde occasione per mandare nell'Est europeo Bibbie, libri di teologia, opere letterarie e filosofiche scritte in Occidente dai russi della prima emigrazione oppure testi di russi viventi che stampano sotto pseudonimo in Occidente. Libri in sostanza proibiti, i cosiddetti tamizdat, cioè pubblicati (izdat) là (tam), in Occidente. Sono affidati ad amici e conoscenti che devono recarsi in URSS per motivi di studio, di lavoro o di turismo e a tutti viene chiesto di consegnarli a indirizzi sicuri. Migliaia di libri consegnati tra molte difficoltà da questi "postini" fidati. 
Negli anni ottanta il lavoro di Russia Cristiana e di padre Scalfi è dedicato da un lato a sostenere e aiutare i cristiani e dissidenti sovietici conosciuti e dall'altro a farsi carico della loro testimonianza da comunicare in Occidente. Anche quando arrivano in URSS la perestrojka e la Glasnost'. Non è più il tempo delle Bibbie nascoste in qualche sottofondo della valigia, ora la normativa doganale consente di spedire in URSS qualsiasi tipo di libri. Ma la richiesta di libri di preghiera è davvero tanta. Nel 1989 cade il muro di Berlino, cade il comunismo. Quell'anno Scalfi può tornare in Russia. Vi trova un diffuso scontento e una grande tensione spirituale. E si convince che il primo contributo che i cristiani possono dare a un risanamento della società "è il consolidamento della propria identità". E parlandone con don Giussani nasce l'idea di creare un posto stabile a Mosca.

### La Biblioteca dello Spirito
Nel gennaio 1993 nasce a Mosca la "Biblioteca dello Spirito", la responsabilità è affidata a un belga che ha già insegnato all'università di Novosibirsk, Jean Francois Thiry. Inizialmente è un piccolo ufficio messo a disposizione dalla Caritas moscovita, da cui spedire per posta i libri richiesti dai vari angoli del paese. Solo dieci anni più tardi, nel 2003, e un milione di libri distribuiti (il milionesimo sarà regalato a Roma a Giovanni Paolo II), la sede viene trasferita nella centralissima via Pokrovka, non lontano dalla Piazza Rossa, in un appartamento comprato e lungamente ristrutturato, con libreria, sala convegni, punto di ristoro. Solo nel novembre 2004 l'inaugurazione ufficiale. Dall'Italia giunge il cardinale Paul Poupard con un messaggio di Giovanni Paolo II, arriva anche il messaggio del patriarca Alessio II (patriarca di Mosca). Per qualche acciacco legato all'età, non è presente padre Scalfi il quale invia comunque il suo saluto: 
(«Padre Scalfi», op.cit., p.233)

### L'incontro tra Francesco e Kirill
Il 12 febbraio 2016, in una saletta dell'aeroporto de L'Avana, Papa Francesco incontra il patriarca di tutte le Russie, Cirillo I. È la prima volta nella storia. Padre Scalfi, che vede nel rifiorito nazionalismo russo un ostacolo all'ecumenismo in quanto esercita un forte peso sulla Chiesa ortodossa, dice citando l'amato Solov'ëv "L'ecumenismo deve puntare sulla fede e sui sacramenti, se non è un'illusione".
Muore il 25 dicembre 2016, giorno di Natale. Nel suo testamento spirituale, redatto il 16 luglio 2009, scrive tra l'altro: "Chiedo agli amici di Russia Cristiana di amare la Russia nonostante tutto".

## Premi e riconoscimenti
- Premio internazionale medaglia d'oro al merito della cultura cattolica, 2014

## Opere
- I testimoni dell'Agnello. Martiri per la fede in Urss, Seriate, La Casa di Matriona, 2001.  ISBN 88-87240-15-9
- La mia Russia. Samizdat: una risposta al grido dell'uomo di oggi (a cura di Giovanna Parravicini, prefazione di Mauro Lepori), Seriate, La Casa di Matriona, 2017.